# یواس‌اس تیلز (دی‌یی-۷۴۸)
یواس‌اس تیلز (دی‌یی-۷۴۸) (به انگلیسی: USS Tills (DE-748)) یک کشتی بود که طول آن ۳۰۶ فوت (۹۳ متر) بود. این کشتی در سال ۱۹۴۳ ساخته شد.